# C/1954 O1 Vozarova
La Cometa Vozarova, formalmente C/1954 O1 (Vozarova), è una cometa non periodica scoperta da Margita Vozárová dall'osservatorio astronomico di Skalnaté Pleso.
La cometa secondo alcuni osservatori si sarebbe frammentata.
La cometa ha una MOID con il pianeta Venere relativamente piccola da potere dare luogo a uno sciame meteorico.